# ۹۴۳ (خورشیدی)
۹۴۳ نهصد و چهل و سومین سال هجری خورشیدی است.